# مگس ماسه‌ای آمریکایی
مگس ماسه‌ای آمریکایی (انگلیسی: Dolania)( Dolania americana) حشره ای است از راسته یک‌روزه‌ها که در جنوب شرقی ایالات متحده، تا جنوب فلوریدا یافت می‌شود. حشرات بالغ قبل از طلوع فجر در اوایل تابستان بیرون می‌آیند و در فاصله حدود ۳۰ دقیقه می‌میرند. ماده تخم‌های خود را در آب می‌گذارد و در عرض پنج دقیقه پس از ظهور می‌میرد. اعتقاد بر این است که این کوتاه‌ترین طول عمر بالغ در میان حشرات است.
دولانیای آمریکایی بالغ دارای بدن قهوه ای مایل به بنفش کم رنگ و بال‌های غشایی به طول ۱۰ تا ۱۳ میلی‌متر (۰٫۴ تا ۰٫۵ اینچ) دارد. پاهای هر دو جنس نر و ماده، نازک و پیچ خورده‌است. بدن استوانه ای شکل با سر صاف است. شاخک‌ها در سمت شکمی سر قرار دارند و فک پایین هیچ گونه عاجی ندارند. کناره‌های سر خاردار هستند. هیچ‌یک از پاها پنجه ندارند. جفت جلویی مانند کف دست و جفت‌های باقی مانده خاردار هستند و از آبشش‌ها که در سطح شکمی شکم قرار دارند محافظت می‌کنند. شکم با پرزهای متراکم پوشیده شده‌است. بخش اول شکم دارای یک جفت آبشش منفرد است و بخش‌های دیگر دارای جفت‌های بیشتر از آبشش‌های نسبتاً کوچک‌تر هستند. سه رشته دم در نوک شکم وجود دارد. دولانیای آمریکایی در نهرها و رودخانه‌های دشت‌های ساحلی جنوب شرقی ایالات متحده یافت می‌شود.

## زیست
در فلوریدا، بزرگسالان در پایان آوریل یا اوایل ماه مه، و در کارولینای جنوبی، در نیمه اول ژوئن ظاهر می‌شوند.
نرها پس از حدوداً پنج دقیقه پس از ظهور، در یک رودخانه به طول حدود ۱۵ تا ۲۰ متر (۴۹ تا ۶۶ فوت) گشت می‌زنند و ماده‌هایی را برای جفت‌گیری جستجو می‌کنند. آنها به این کار ادامه می‌دهند تا زمانی که از خستگی در آب افتاده‌اند غرق شوند. به محض ظهور، ماده‌ها جفت می‌شوند، تخم‌های خود را در آب می‌گذارند و در عرض حدود پنج دقیقه می‌میرند. همه مگس‌های در حدود سی دقیقه پس از ظهور می‌میرند.
این تخم‌ها در حدود ۱ میلی‌متر (۰٫۰۴ اینچ) قطر دارند که یکی از بزرگ‌ترین تخم‌هایی است که توسط مگس‌ها گذاشته می‌شود. پوره‌هایی که از این لانه‌ها بیرون می‌آیند با استفاده از پاهای جلویی و سر خود در رسوبات بستر رودخانه فرومی‌روند. زیستگاه معمول آنها ماسه نسبتاً تمیز در منطقه ای با آب سریع است. آنها از لاروهای کیرونومیدها و سراتوپوژنیدها تغذیه می‌کنند. تا پاییز آنها حدود یک سوم رشد می‌کنند و در عرض یک سال رشد خود را کامل می‌کنند.

## توصیف
مگس ماسه‌ای آمریکایی (خانواده: Behningiidae) یکی از کوچک‌ترین گونه‌های مگس‌های مای است که بال‌های جلویی غشایی آن تنها ۱۰ تا ۱۳ میلی‌متر (۰٫۴ تا ۰٫۵ اینچ) طول دارد. به عنوان یک ساب ماگو و ایماگو، مگس ماسه‌ای آمریکایی به رنگ بنفش مایل به قهوه ای کم رنگ است. قسمت‌های دهان وستیژیال هستند. چشم‌ها به خصوص در مردان بزرگ است. بالهای جلویی رگه دار مثلثی توری بزرگ و بالهای عقبی کوچکتر آنها مستقیماً بالای بدن در حالت استراحت نگه داشته می‌شوند. اندام‌های جلویی ایماگو بلند هستند، اما دو دم بیرونی در انتهای شکم بلندتر هستند، اغلب بیش از دو برابر طول بقیه بدن. دم انتهایی میانی به‌طور قابل توجهی کوتاه‌تر و نازک‌تر است.
به عنوان پوره، بدن استوانه ای است. سر صاف است با شاخکهایی که از سمت شکمی بیرون می‌زند. پوره‌ها دارای دست‌های تیغی هستند که برای دستکاری طعمه استفاده می‌شود. پاها همگی بدون چنگال هستند، زیرا برای خزیدن استفاده نمی‌شوند، بلکه بیشتر برای اهداف دفاعی (پاهای عقبی) و شکاری (پاهای جلویی) استفاده می‌شوند. شکم معمولاً دارای سه (گاهی ۲) دم بلند و شش جفت آبشش در شکم است.

## بوم
در مورد نیازهای آبی خاص Dolania americana اطلاعات زیادی در دست نیست. پوره‌ها را می‌توان در نهرها و رودخانه‌های دشت‌های ساحلی جنوب شرقی ایالات متحده، جایی که در بستر رودخانه شنی حفر می‌کنند، یافت. بزرگسالان به‌طور خلاصه ظاهر می‌شوند و بر روی سطح آب پرواز می‌کنند. بر اساس مشاهدات صحرایی و آزمایشگاهی، نیاز اولیه این گونه وجود بسترهایی از ماسه درشت است که پوره‌ها در آن زندگی می‌کنند. یک مطالعه (McCafferty 1975) نشان داد که پوره‌ها در شن و ماسه تمیز و با هوادهی خوب تا عمق ۱۰ تا ۳۰ سانتی‌متر نقب می‌زنند، اگرچه اعماق کمتری از آن زمان گزارش شده‌است (Tsui and Hubbard 1979).

## زندگی
مگس ماسه‌ای آمریکایی اکثریت قریب به اتفاق زندگی خود را به عنوان یک پوره سپری می‌کند و مواد مغذی خود را از طریق شکار سایر موجودات کوچک ساکن شن و ماسه دریافت می‌کند. آنها می‌توانند تا دو سال را به عنوان یک پوره سپری کنند تا از رودخانه در ایالت سابیماگو بیرون بیایند. در این حالت است که D.americana در برابر شکار آسیب پذیرتر است، زیرا ماده‌های subimago (حشره کامل یک روزه‌ها به مجرد خروج از پوستک آخرین دوره پورگی تا زمان پوست اندازی بعدی) غذای مورد علاقه بسیاری از ماهی‌ها و سوسک‌های گردباد و همچنین انواع گنجشک‌ها، خفاش‌ها، سنجاقک‌ها و عنکبوت‌ها هستند. در حالی که ماده‌ها هرگز از حالت ساب‌ماگوی خود عبور نمی‌کنند، نرها به صورت imagos در می‌آیند و در عرض پنج دقیقه پس از انجام این کار، دیوانه‌وار در عرض رودخانه به جستجوی جفت می‌روند. پس از جفت‌گیری با یک ماده، ایماگوهای نر تا ۳۰ دقیقه ادامه خواهند داد تا زمانی که از خستگی به داخل رودخانه سقوط کرده و غرق شوند. ماده‌ها حتی عمر بزرگسالی کوتاه تری دارند. ماده‌ها که در حالت ساب ماگوی آهسته خود گیر کرده‌اند، می‌توانند تا پنج دقیقه زندگی کنند و اگر بخواهند قبل از مرگ با موفقیت جفت‌گیری کنند، باید برای یافتن آنها به یک نر اعتماد کنند. پس از جفت‌گیری، یک ماده می‌تواند قبل از مرگ تا ۶۰ تخم تولید کند و متعاقباً به بستر رودخانه شنی فرورود، جایی که تخم‌های نسبتاً بزرگ، اگر خورده نشده باشند، ظرف یک سال از تخم بیرون می‌آیند.

## تغذیه
رژیم غذایی شامل لاروهای میج است که در همان زیستگاه زنده می‌مانند، اما ممکن است شامل ریز سخت پوستان، لارو حشرات گزنده باشد.